# Завади (гміна Збучин)
Завади (пол. Zawady) — село в Польщі, у гміні Збучин Седлецького повіту Мазовецького воєводства.
Населення — 193 особи (2011).
У 1975-1998 роках село належало до Седлецького воєводства.

## Демографія
Демографічна структура станом на 31 березня 2011 року:
|          | Загалом | Допрацездатний вік | Працездатний вік | Постпрацездатний вік |
| -------- | ------- | ------------------ | ---------------- | -------------------- |
| Чоловіки | 89      | 17                 | 62               | 10                   |
| Жінки    | 104     | 28                 | 55               | 21                   |
| Разом    | 193     | 45                 | 117              | 31                   |